# مخراز
المِخراز أداة يدوية لأعمال النجارة ذات نصل يشبه نصل مفك البراغي المستقيم ومقبض مصنوع عادة من الخشب أو اللدائن.

## الغرض
يستخدم المخراز لعمل فجوات في الخشب أو المواد الأخرى من أجل تسهيل إدخال مسمار أو برغي. توضع الشفرة عبر ألياف الخشب فتقطعها عند الضغط عليها. يلف المخراز بزاوية 90 درجة فيؤدي إلى إزاحة الألياف وثقبها.